# María Elsa Viteri
María Elsa Viteri Acaiturri (Guayaquil, 25 de febrero de 1965 - Ibidem, 18 de noviembre de 2021) fue una economista ecuatoriana, que se desempeñó como Ministra de Finanzas durante los gobiernos de Rafael Correa y Lenín Moreno. Ocupó otros cargos en el gobierno de Correa y ha asesorado en el Ministerio de Desarrollo Urbano y Vivienda y la Secretaría del Agua.

## Biografía
Nació en Guayaquil, el 25 de febrero de 1965. Cursó sus estudios de bachillerato con especialización de físico-matemático en el colegio La Asunción de Guayaquil y sus estudios universitarios en la Universidad Católica de Santiago de Guayaquil graduándose en el año de 1989, recibiendo una distinción de mejor egresada.
Fue Directora del Centro de Investigaciones Económicas de la Universidad Católica de Santiago de Guayaquil y docente de esta misma institución, desde 1989 hasta 1992.
También se desempeñó como catedrática en distintas universidades nacionales como la Universidad Católica, la Universidad del Pacífico y la ESPOL.
Cursó una especialización en Ciencias Económicas y Economía Agrícola en la Universidad de Iowa en Estados Unidos.
Durante el transcurso de su carrera universitaria, conoció al expresidente Rafael Correa, con quien formó parte del movimiento Alianza Estudiantil, fundado por Correa. También coincidieron en el Instituto de Investigaciones Económicas de la misma universidad realizando proyectos de investigación económica y documentos de opinión, posteriormente se desempeñaría como directora del mismo.
Se trasladó a Chile en el año 2000 para manejar un negocio familiar en la Clínica Alborada, donde ejerció la gerencia hasta el año 2007. Por invitación del exministro de Finanzas, Fausto Ortiz, y el expresidente Rafael Correa regresó al país, siendo así, que en el año 2008 fue nombrada Ministra de Finanzas.
Falleció el 18 de noviembre de 2021 a los 56 años, a consecuencia de un cáncer de páncreas.

#### Incursión en la política
En 2008 fue designada como ministra de Finanzas durante el régimen del presidente Rafael Correa. Antes de ello, Viteri se desempeñó como subsecretaria general en la misma cartera de Estado.

## Ministerio de Finanzas

### Primer periodo
En el año 2008, fue posicionada como la cuarta Ministra de Economía y Finanzas dentro del mandato del Presidente del Ecuador, Ec. Rafael Correa, sustituyendo a Wilma Salgado. Ocupó esta cartera de Estado hasta el año 2010.
Durante su periodo de gestión resalta la declaratoria de “default” por parte del Ecuador al no pagar el 40% de casi $10 mil millones de dólares de deuda con acreedores internacionales.  Esta deuda, contraída por administraciones anteriores, era considerada “ilegítima”, según el criterio unilateral del Ecuador como resultado de un proceso de auditoría de la deuda. No se consideró la postura de los tenedores de bonos, calificados como “monstruos” por el presidente Rafael Correa. El default del Ecuador en el 2008 fue el primero en suceder en América Latina desde el año 2001, cuando Argentina no pudo hacer frente a sus obligaciones relacionadas con su endeudamiento externo.
Bajo su gestión, el Ecuador declaró “default” sobre bonos por un valor de $3.2 mil millones de dólares. Adicionalmente, se propuso la recompra de Bonos Global en los mercados internacionales y la reestructuración de $ 4 mil millones de dólares por otros instrumentos de deuda de mayor plazo. Después de haber transcurrido 6 meses desde la declaración del “default”, el país compró sus propios bonos depreciados a un precio promedio de 35 centavos.
Como producto de este proceso, Ecuador liberó recursos para el servicio de deuda y fueron propuestos para el financiamiento de programas sociales, acorde a declaraciones del Presidente Rafael Correa. Los costos implícitos de la declaratoria de “default”, por su parte, fue el incremento en la percepción de riesgo de inversionistas internacionales sobre el Ecuador, y la incapacidad del país de acceder a mercados de financiamiento externo. De hecho, el Ecuador recién retornó a los mercados internacionales en el año 2014.
Luego, fue asesora en el Ministerio de Desarrollo Urbano y Vivienda (desde 2010 hasta 2011) y de la Secretaría Nacional del Agua (Senagua), en el mismo período. Estos cargos los ocupó posteriormente a su posicionamiento como Ministra de Economía y Finanzas.
Adicionalmente, en el mismo periodo firma contratos por 200 millones de dólares con la Corporación Andina de Fomento (CAF) para proyectos con el objetivo de “mejorar la calidad de vida del ciudadano ecuatoriano”. El desglose de este programa comprendía 100 millones de dólares para el proyecto Programa de Saneamiento Ambiental para el Desarrollo Comunitario (PROMADEC) y los restantes 100 millones como una línea de crédito rotatoria. Durante el acto realizado para la firma de contratos Viteri indicó las intenciones del gobierno de turno al respecto:  “Para el pueblo ecuatoriano es importante conservar este vínculo porque creemos que es la demostración fehaciente de un gobierno que desea mantener un desarrollo, un crecimiento, y lo hemos demostrado en término de proyectos que son muy importantes y constructivos”.

### Segundo Periodo
El día martes 6 de marzo de 2018, hasta el 14 de mayo de 2018, fue nombrada como ministra por el presidente Lenín Moreno, mediante Decreto Ejecutivo n.º 331. La decisión se tomó tras la salida de Carlos de la Torre, quien asumió su cargo en mayo del 2017.

##### Endeudamiento Público Año 2018
La deuda pública de Ecuador se ubicó en 35.700 millones de dólares en enero del 2018, sin incluir obligaciones de algunas entidades públicas, según datos oficiales. Viteri no detalló qué instrumentos utilizaría para resolver el problema del endeudamiento público.

##### Plan Económico Año 2018
El presidente Lenín Moreno presentó este lunes 2 de abril de 2018, las líneas generales de su plan económico. El documento incluye 14 medidas que se tomarán para “reactivar la producción y generar empleo”.
El primer eje es la estabilidad y el equilibrio fiscal, donde plantea reducir el déficit y el endeudamiento público, con una mayor eficiencia en la recaudación tributaria y la reducción del déficit fiscal del 5,64% en el 2018 al 2,47% en el 2021. El segundo eje es la reestructuración y optimización del Estado, con énfasis en la calidad del gasto público, la austeridad institucional y la reducción del tamaño del Estado. Se estima generar un ahorro de al menos USD 1000 millones por año. El tercer eje es el equilibrio del sector externo y sostenibilidad de la dolarización, mejorando la balanza de pagos, exportando más y controlando la salida de divisas. El cuarto eje es la reactivación productiva fortaleciendo el sector privado.
Viteri, junto con su equipo de trabajo del Ministerio de Finanzas promovieron este plan, que será aplicado durante los próximos años que dure su mandato.